# 웨스트 사이드 보이즈
웨스트 사이드 보이즈(West Side Boys)는 웨스트 사이드 니가즈(West Side Niggaz) 또는 웨스트 사이드 정글러스(West Side Junglers)라고도 알려진 단체로, 시에라리온의 무장 단체였으며, 때로는 국군혁명위원회의 파벌로 묘사되기도 했다.
이들은 유엔 시에라리온 임무부(UNAMSIL)의 평화유지군을 포로로 잡았고, 2000년 8월에는 왕립 아일랜드 연대 소속 영국군 순찰대와 시에라리온 육군 연락장교를 포로로 잡았다. 이 그룹은 이후 2000년 9월 바라스 작전(Operation Barras) 중 항공특공대 및 낙하산 연대의 작전으로 파괴되었다.
이 단체는 미국 랩과 갱스터 랩 음악, 특히 투팍 샤커와 거기에 묘사된 "갱스터" 문화의 영향을 어느 정도 받았다. 'West Side Niggaz'라는 제목은 그룹에 관한 뉴스 프로그램에서 정기적으로 사용되는 완전히 용납할 수 없는 문구였기 때문에 제목을 무해한 'West Side Boys'로 수정했다. 해체되기 전에는 그 규모가 600명 정도로 늘어났으나 나중에는 200명 정도가 탈퇴했다.
이 단체의 많은 구성원은 모병자에 의해 부모가 살해된 후 납치된 소년병들이었다. 이들 어린이 중 일부는 부모를 잔인하게 학대하고 비인간화하기 위해 부모를 고문하여 죽음에 이르게 하는 일에 강제로 가담했다. 웨스트 사이드 보이즈는 포요(poyp, 즉 수제 야자술), 현지에서 재배한 대마초, 블러드 다이아몬드로 구매한 헤로인을 많이 사용했다. 분쟁 다이아몬드는 FN FAL/L1A1 소총, AK-47/AKM 소총, RPG-7 유탄 발사기부터 81mm 박격포 및 ZPU-2 대공포에 이르기까지 다양한 무기를 구매하는 데에도 사용되었다. 이들의 차량 대부분은 UN 식량 수송대로부터 납치된 것들이었다.